# Byllisana brunnea
Byllisana brunnea är en insektsart som beskrevs av Metcalf och Bruner 1948. Byllisana brunnea ingår i släktet Byllisana och familjen Flatidae. Inga underarter finns listade i Catalogue of Life.